# Gentan Banaran
Gentan Banaran is een bestuurslaag in het regentschap Sragen van de provincie Midden-Java, Indonesië. Gentan Banaran telt 2292 inwoners (volkstelling 2010).